# Saint-Fortunat
Pour les articles homonymes, voir Saint-Fortunat (homonymie) et Fortunat.
Saint-Fortunat est une municipalité dans la municipalité régionale de comté des Appalaches au Québec (Canada), située dans la région administrative de Chaudière-Appalaches.

## Toponymie
Elle est nommée en l'honneur de Fortunat, martyr en l'an 212.

## Histoire
Les premiers colons s'établissent sur le territoire vers 1856. La mission catholique s'installe en 1867. Au début des années 1870, elle comprend une chapelle et un cimetière. L'église est érigée en 1872.

### Chronologie
- 29 octobre 1872 : Érection de la paroisse de Saint-Fortunat de Wolfestown.
- 6 février 1960 : La paroisse de Saint-Fortunat de Wolfestown devient la municipalité de Saint-Fortunat.

## Géographie
Le crénon de la rivière Bulstrode, qui coule vers nord-ouest dans le bassin versant de la rivière Nicolet, est situé au sud-est du village.

## Démographie
| 1881 | 1891  | 1901 | 1911  | 1921 | 1931 |
| ---- | ----- | ---- | ----- | ---- | ---- |
| 842  | 1 024 | 866  | 1 042 | 908  | 924  |

| 1941 | 1951 | 1956 | 1961 | 1966 | 1971 |
| ---- | ---- | ---- | ---- | ---- | ---- |
| 909  | 814  | 818  | 710  | 535  | 401  |

| 1976 | 1981 | 1986 | 1991 | 1996 | 2001 |
| ---- | ---- | ---- | ---- | ---- | ---- |
| 350  | 339  | 290  | 271  | 275  | 316  |

| 2006 | 2011 | 2016 | 2021 | - | - |
| ---- | ---- | ---- | ---- | - | - |
| 276  | 280  | 263  | 255  | - | - |

## Administration
Les élections municipales se font en bloc pour le maire et les six conseillers.
| Saint-Fortunat Maires depuis 2003                                                                                    |                |         |          |
| Élection | Maire          | Qualité | Résultat |
| 2003 | Réjean Fortier |         | Voir     |
| 2005 | Réjean Fortier | Voir    |          |
| 2009 | Denis Fortier  |         | Voir     |
| 2013 | Denis Fortier  | Voir    |          |
| 2017 | Denis Fortier  | Voir    |          |
| 2021 | Denis Fortier  | Voir    |          |
| Élection partielle en italique Depuis 2005, les élections sont simultanées dans toutes les municipalités québécoises |                |         |          |

## Patrimoine
L'église de Saint-Fortunat a été érigée en 1872. Un presbytère lui est associé. La dévotion catholique s'exprime aussi par la présence d'un monument du Sacré-Cœur.
Sur le plan de l'architecture résidentielle, des maisons bâties au XIXe siècle sont situées sur la rue Principale, la route 263, la route du 5e-et-6e-Rang et le chemin du 8e-Rang Ouest.

## Attraits
Le théâtre de la Chèvrerie a été converti en musée de la Matchitecture, un lieu d'exposition de constructions en micromadriers.